# Torneo di Wimbledon 1909
Il Torneo di Wimbledon 1909 è stata la 33ª edizione del Torneo di Wimbledon e seconda prova stagionale dello Slam per il 1909.
Si è giocato sui campi in erba dell'All England Lawn Tennis and Croquet Club di Wimbledon a Londra in Gran Bretagna. 
Il torneo ha visto vincitore nel singolare maschile il britannico Arthur Gore
che ha sconfitto in finale in 5 set il connazionale Arthur Gore con il punteggio di 6–8 1–6 6–2 6–2 6–2.
Nel singolare femminile si è imposta la britannica Dora Boothby
che ha battuto in finale in 2 set la connazionale Agnes Morton.
Nel doppio maschile hanno trionfato Arthur Gore e Herbert Roper-Barrett.

## Risultati

### Singolare maschile
Arthur Gore ha battuto in finale  Josiah Ritchie con il punteggio di 6–8 1–6 6–2 6–2 6–2

### Singolare femminile
Dora Boothby ha battuto in finale  Agnes Morton con il punteggio di 6–4, 4–6, 8–6

### Doppio maschile
Arthur Gore /  Herbert Roper-Barrett hanno battuto in finale  Stanley Doust /  Harry Parker con il punteggio di 6–2, 6–1, 6–4